# Museo del Aire (Cuba)

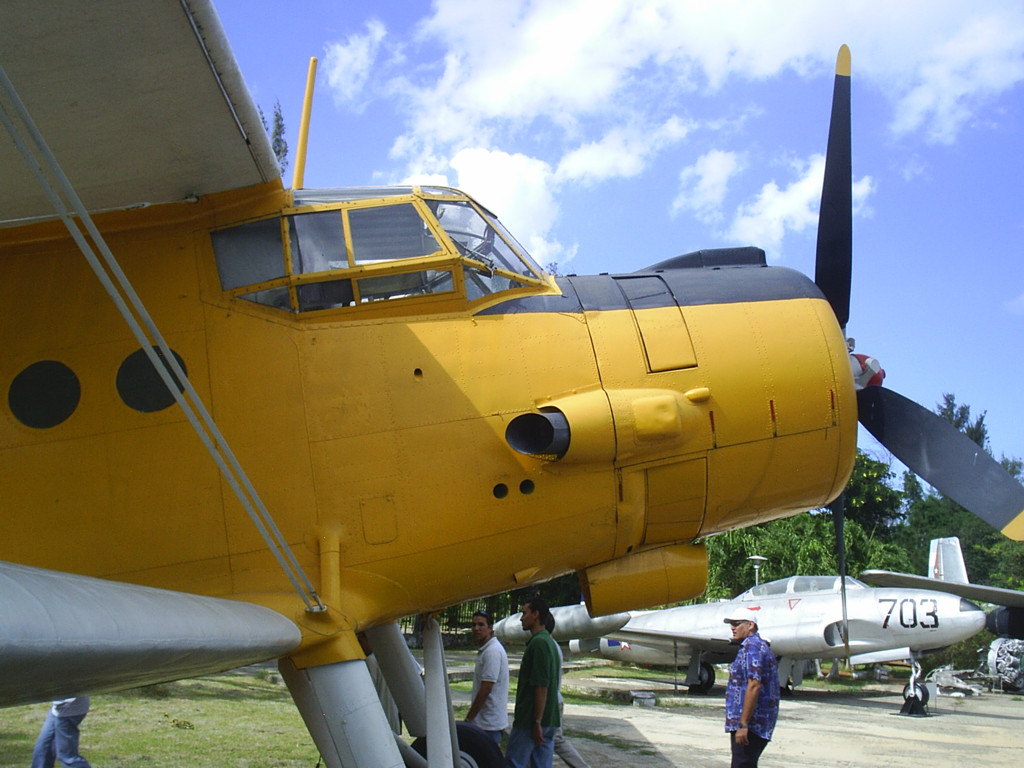
Avión que se expone en el museo del aire de La Habana, Cuba.

El Museo del Aire fue un museo de la las afueras de La Habana, Cuba.
Hasta agosto de 2010 se encontraba en La Lisa el Museo del Aire, donde se mostraba gran parte de la historia de la Fuerza Aérea de Cuba. La colección se trasladó a la base aérea de San Antonio de los Baños.

## Aviones en exhibición
| Designación           | Identificación | Notas                         |
| --------------------- | -------------- | ----------------------------- |
| Aero L-39C Albatros   | 16             |                               |
| Antonov An-2          | I-40           |                               |
| Antonov An-26         | T-53           |                               |
| CCF Harvard 4         | 116            |                               |
| Cessna 310C           | 58             |                               |
| Douglas A-26B Invader | 937            |                               |
| Ilyushin Il-14        | CU-T825        | Cubana de Aviación            |
| Lockheed T-33A        | 703            |                               |
| MiG-15UTI             | 02             |                               |
| MiG-17F               | 237            |                               |
| MiG-19P               | 88             |                               |
| MiG-21F13             | 411            |                               |
| MiG-21MF              | 111            |                               |
| MiG-21PF              | 1006           |                               |
| MiG-21UM              | 502            |                               |
| MiG-23BN              | 711            |                               |
| MiG-23MF              | 822            |                               |
| MiG-23ML              | 223            |                               |
| MiG-23UB              | 706            |                               |
| MiG-29UB              | 901            | (no expuesto después de 2008) |
| Mil Mi-4P             | H-100          |                               |
| Mil Mi-8T             | H-02           |                               |
| Mil Mi-8TB            | H-85           |                               |
| Mil Mi-17             | 101            |                               |
| Mil Mi-24D            | 12             |                               |
| P-51D Mustang         | 401            |                               |
| T-28A Trojan          | 121            |                               |
| Yakovlev Yak-40       | 14-41          |                               |